# David Krasser
David Krasser (Szászsebes, 1821. június 11. – Nagyapold, 1898. szeptember 27.) erdélyi szász evangélikus lelkész.

## Élete
A gimnáziumot szülővárosában és Nagyszebenben végezte. 1841-ben a lipcsei egyetemen, 1842-43-ban Berlinben tanult. 1843. november 12-étől a szászsebesi algimnázium tanára volt. 1849-1852-ben ugyanott rektor és 1853-59-ig prédikátor, 1859-től Péterfalván és 1867-től Nagyapoldon lelkész; 1877-89-ben dékán a szerdahelyi kerületben.

## Művei
- Denkschrift des Mühlbächer Bezirkskonsistorium A. B. zur Beleuchtung des Candidationsrechtes innerhalb des Unterwälder Kapitels. Kronstadt, 1862.
- Geschichte des sächsichen Dorfes Grosspold in Siebenbürgen. Aus urkundlichen Quellen. Hermannstadt, 1870. (Ism. Siebenb. Deutsches Wochenblatt 1871. 4. szám).
- Über das Intervall in der evang. Landeskirche Augsb. Konf. in Siebenbürgen…